# Камео Альфреда Гічкока

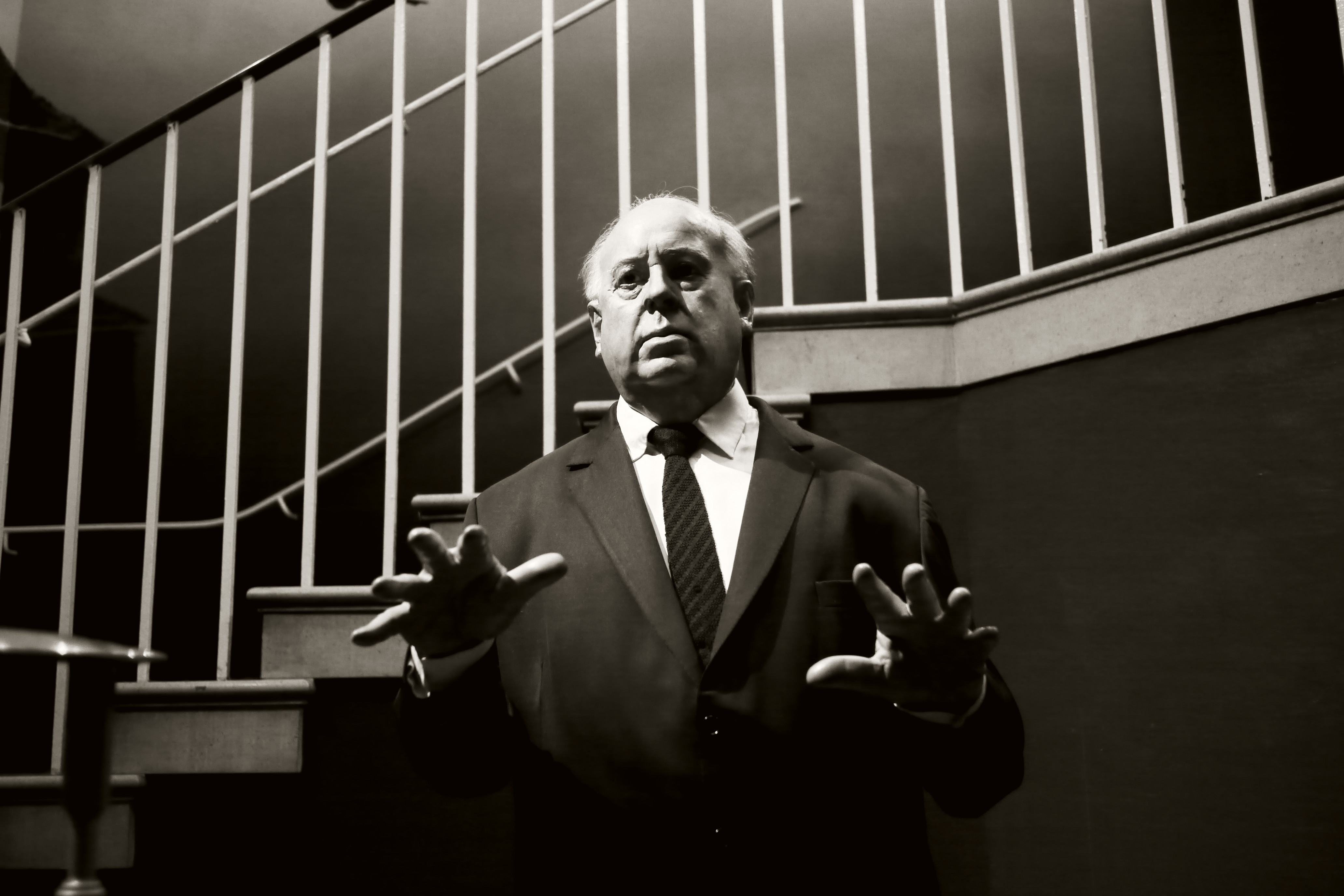
Альфред Гічкок (1899—1980)

Камео Альфреда Гічкока — епізодичні ролі Альфреда Гічкока, зіграні ним у власних фільмах. У серії інтерв'ю з Франсуа Трюффо в 1966 році режисер розповів, що спочатку його появи були обумовлені простими технічними причинами, згодом же стали його фірмовим стилем:
Задача була цілком утилітарна: заповнити кадр. Потім це перетворилося в забобон і нарешті в гег. Але останнім часом цей гег став завдавати чимало клопоту; я намагався появитися на екрані в перші 5 хвилин, щоб дати людям спокійно дивитися фільм, не шукаючи мене в натовпі статистів.
У 1950 році в статті «Майстер саспенсу: самоаналіз» для The New York Times Гічкок писав:
Режисер повинен знати, як живеться іншій половині команди. Тому я переміщаюся по інший бік камери, даючи можливість моїй знімальній групі знімати мене, так що я можу дізнатися, що ж це таке, зніматися у моїй знімальній групі.
Всього Гічкок зіграв 39 камео в 37 власних фільмах (у фільмах «Мотузка» та «Під знаком козерога» — по два рази). Вперше він з'явився в німий кінострічці «Квартирант» в 1927 році. Після переїзду в Голлівуд в 1940 році, починаючи з «Ребекки», він знімається в кожному фільмі.
Режисер з'являється перед глядачем у різних сюжетних ситуаціях. Найчастіше він один, в ролі випадкового перехожого, в громадських місцях (залізнична станція, аеропорт) в натовпі людей, нерідко використовують громадський транспорт (автобуси, поїзди, метро). В кадрі виконує різні дії: переносить музичні інструменти (скрипку, віолончель, контрабас, трубу), курить, грає в карти, читає книгу або газету. У фільмах «У випадку вбивства набирайте «М»», «Рятувальний човен», «Мотузка» Гічкок не з'являється на екрані наживо — він зображений на фотографії, у газетній рекламі, його силует мерехтить на вуличній вивісці.